# Lot (postać biblijna)
Lot (hebr. לוֹט, welon, zasłona, całun) – bratanek biblijnego patriarchy Abrahama.
Wraz ze swoim dziadkiem Terachem i stryjem Abrahamem wyruszył z Ur chaldejskiego do Charanu. Później towarzyszył Abrahamowi w wędrówce do Egiptu. Po jego opuszczeniu rozstał się ze stryjem i osiadł w Sodomie. Gdy Bóg zesłał karę na to miasto, Lot jako jedyny sprawiedliwy w mieście został ocalony wraz ze swoją rodziną. Jednak żona Lota (jej imię nie zostało podane w Biblii) została zamieniona za nieposłuszeństwo wobec Boga w słup soli.
Po ucieczce z okolic Sodomy Lot mieszkał w pieczarze z córkami. Te, chcąc zapewnić ojcu potomstwo lub z obawy, iż są jedynymi ocalałymi ludźmi z katastrofy, jakiej byli świadkami i chcąc w ten sposób utrzymać rodzaj ludzki, upiły go i obcowały z nim, dając mu synów Moaba i Ben-Ammiego, protoplastów Moabitów i Ammonitów.

## Relacja biblijna
Lot był synem Harana, najmłodszego z synów Teracha; bratankiem Abrama (znanego później pod imieniem Abrahama) i Nachora. Siostrami Lota były Milka, żona Nachora, i Jiska.
Po śmierci Harana, Terach zabrał ze sobą swojego syna Abrahama, synową Saraj (znaną później pod imieniem Sary) oraz wnuka Lota i opuścił Ur chaldejskie, by wyruszyć do Kanaanu. Po drodze zatrzymali się w Charanie, gdzie zdecydowali się osiedlić. Tam zmarł Terach.
Później Abraham na polecenie Boga Jahwe wyruszył w dalszą drogę, zabierając ze sobą żonę Sarę, bratanka Lota i cały dobytek, jaki obydwaj posiadali. Razem dotarli do Kanaanu, by następnie skierować się w stronę Negewu. Gdy zaś w Kanaanie nastał głód, obydwaj udali się do Egiptu. Po opuszczeniu kraju faraonów powrócili do Negewu.
Okazało się jednak, że pastwiska nie są wystarczające dla trzód obydwóch krewnych; dodatkowo dochodziło do sprzeczek między pasterzami jednego i drugiego. W takiej sytuacji Lot i Abraham zdecydowali się rozdzielić; pierwszy osiedlił się w dolinie Jordanu, a jego namioty sięgały aż po Sodomę; drugi pozostał w Kanaanie.
W tym czasie Bera, król Sodomy, sprzymierzony z Birszą, królem Gomory; Szinabem, królem Admy; Szemeeberem, królem Seboimu; oraz władcą Beli prowadził wojnę z Kedorlaomerem, królem Elamu; Tidalem, królem Goim; Amragelem, królem Szinearu, i Ariokiemk, królem Ellasaru. W bitwie w dolinie Siddim wygrali ci ostatni. Sodoma wpadła w ręce zwycięzców; wśród jej mieszkańców wziętych do niewoli znajdował się Lot.
Abraham, poinformowany przez jednego ze zbiegów o całej sytuacji, wraz z Amorytami dowodzonymi przez braci Memrego, Eszkola i Anera, wyruszył w pościg za Kedorlaomerem i jego sojusznikami, których rozbił w okolicy Dan. Lot odzyskał wolność i powrócił do Sodomy.
Po pewnym czasie mieszkańcy Sodomy urośli w siłę i nabrali wielkich bogactw, rozzuchwalili się, zaczęli się odnosić wrogo do wszelkich gości; ostatecznie Bóg zniszczył deszczem siarki i ognia z nieba całą okolicę, wraz ze wszystkimi jej mieszkańcami, a także roślinnością. Z zagłady ocaleli jedynie, uprzedzeni w przeddzień zagłady przez aniołów: Lot oraz jego żona i córki. Według Biblii żona Lota wprawdzie uszła z zagłady Sodomy, ale została zamieniona w „słup soli”, ponieważ złamała ścisły zakaz spoglądania za siebie podczas ucieczki.
Jak podaje Biblia – przyczyną zagłady Sodomy i Gomory były: niegodziwości i nieokiełznana rozpusta ich mieszkańców oraz przejawiany przez nich brak szacunku i pogarda dla prawa i autorytetów, a w szczególności wobec Boga. Ultimatum, które Bóg poprzez Lota postawił jako warunek ocalenia miasta, było wytypowanie jego dziesięciu „sprawiedliwych” mieszkańców, co skończyło się niepowodzeniem.
Według Księgi Rodzaju miał dwóch synów ze swoimi córkami, które począł nieświadomie, upojony przez nie w tym celu winem. Synowie ci stali się protoplastami Ammonitów i Moabitów.

## Tradycja żydowska
Według Hagady Lot opuszczając Abrahama oddalił się od Boga. Ze względu na zasługi Lota jego potomkini – Rut – została żoną Booza i prababką Dawida, króla Izraela.

## Kultura popularna
W postać Lota wcielili się:
- Richard Berczeller – w filmie Sodoma i Gomora Michaela Curtiza (1922),
- Stewart Granger – w filmie Ostatnie dni Sodomy i Gomory Roberta Aldricha (1962)
- Gabriele Ferzetti – w filmie Biblia w reżyserii Johna Hustona (1966),
- Andrea Prodan – w filmie Abraham w reżyserii Josepha Sargenta (1994),
- F. Murray Abraham – w filmie Arka Noego w reżyserii Johna Irvina (1999).

## Galeria

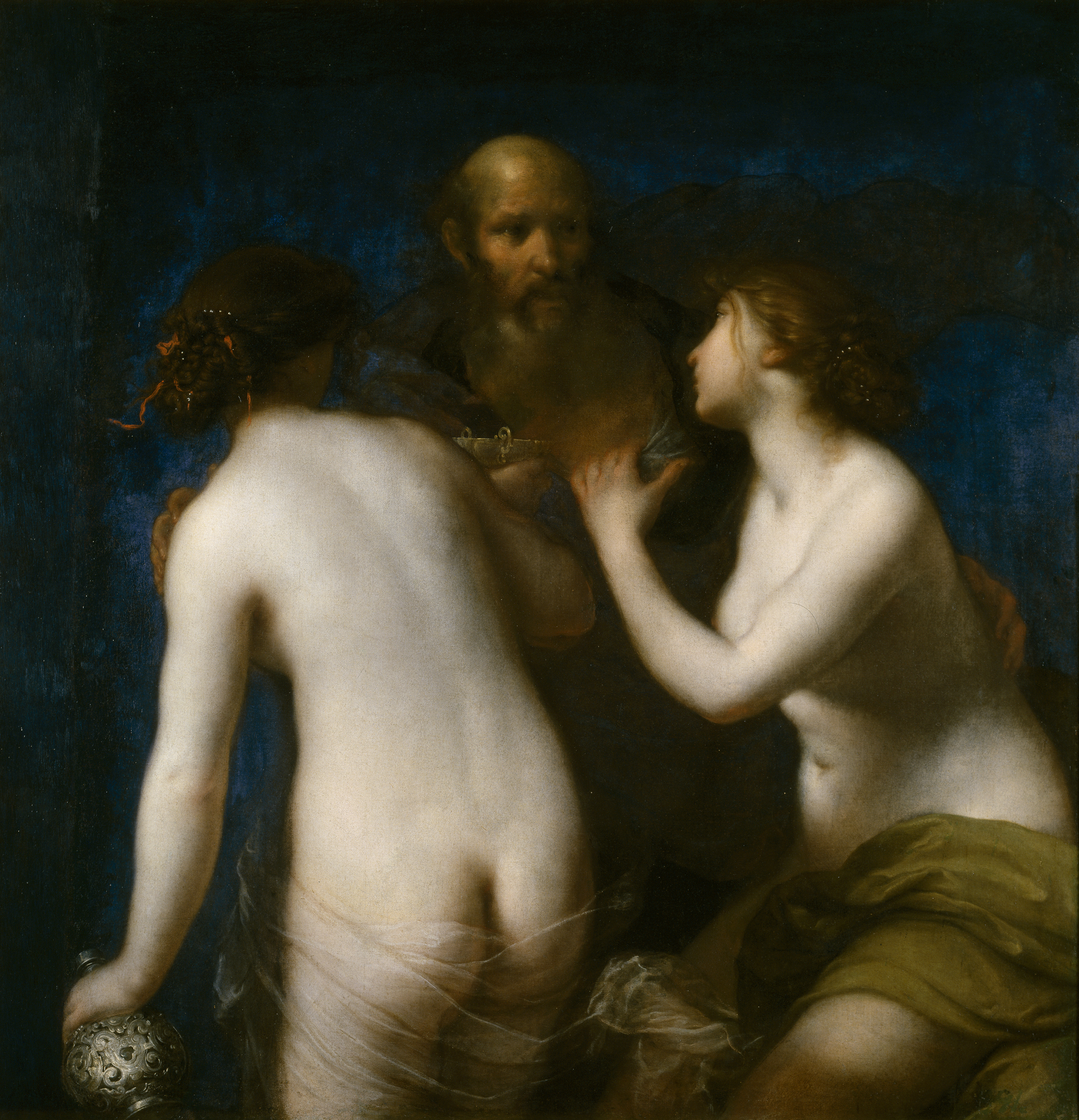
Francesco Furini – Lot i jego córki
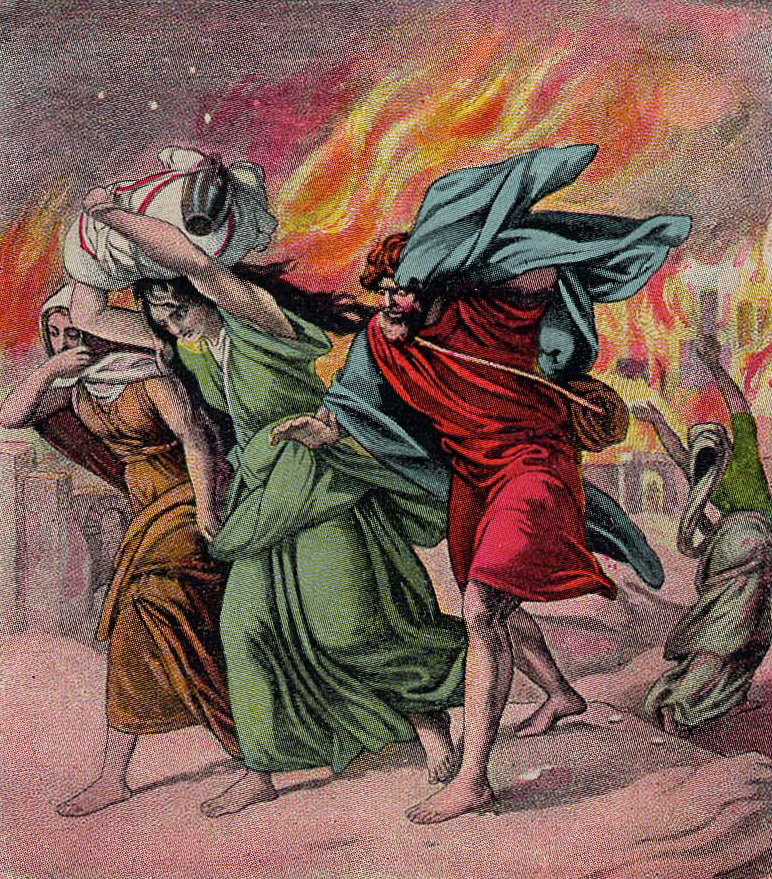
Lot z córkami ucieka z Sodomy i Gomory, za nimi odwracająca się jego żona, ilustracja z 1918
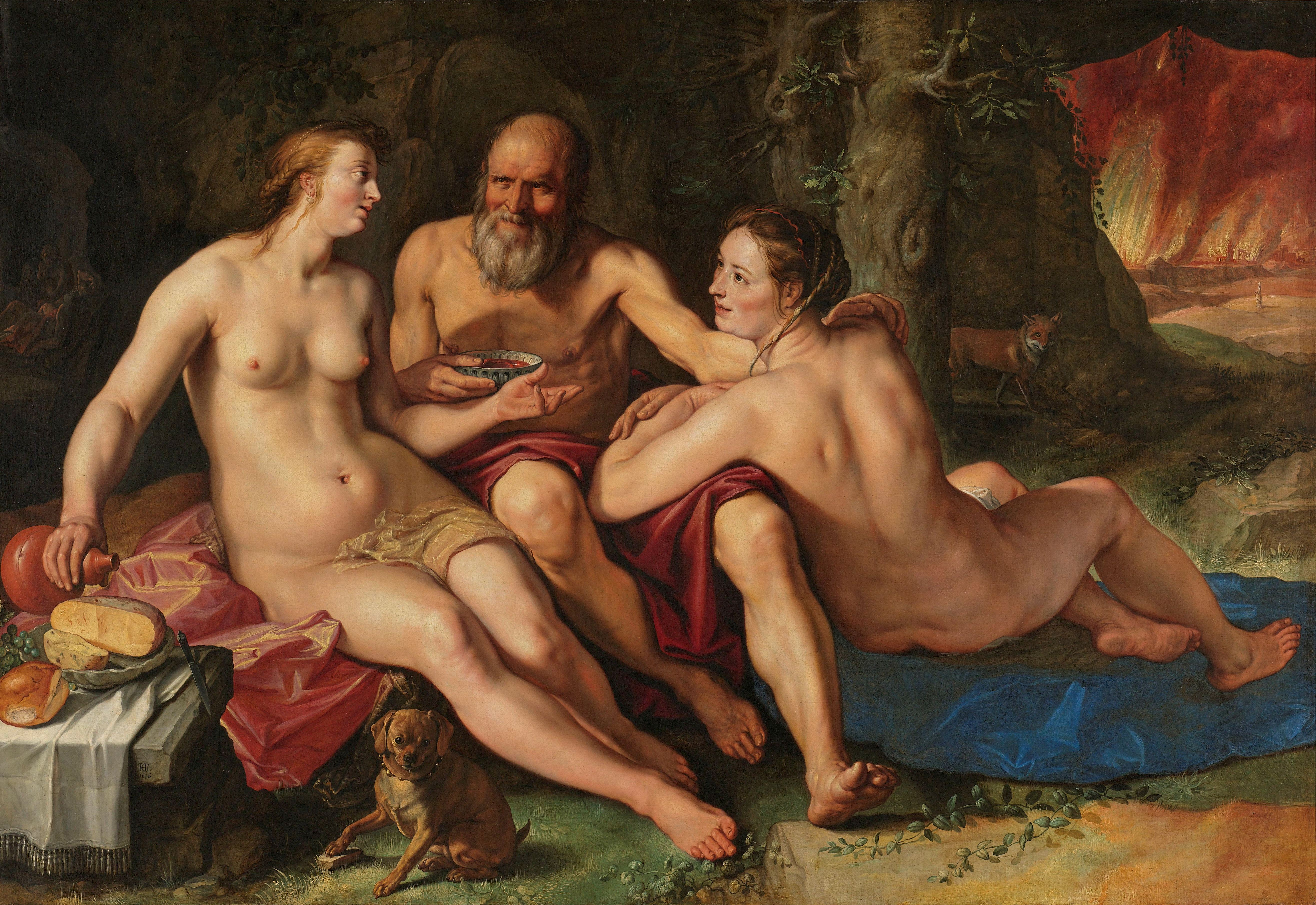
Lot i jego córki, obraz Hendrika Goltziusa
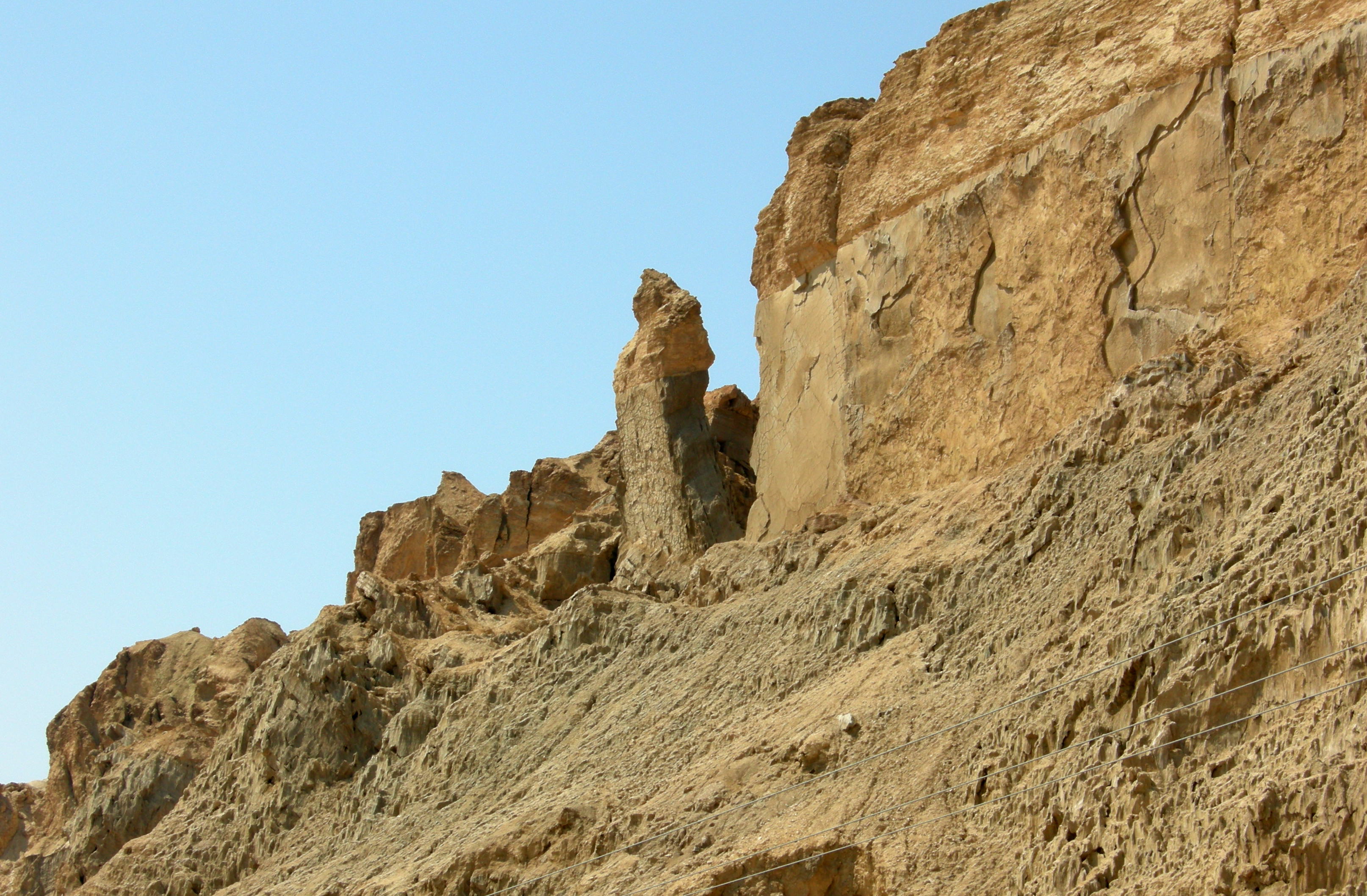
Formacja geologiczna nad Morzem Martwym, zwana „Żoną Lota”